# Single Ladies (Put a Ring on It)
"Single Ladies (Put a Ring on It)" (tạm dịch: "Những cô gái đơn thân (Hãy đeo nhẫn vào)") là bài hát của nữ ca sĩ-nhạc sĩ người Mĩ Beyoncé Knowles, trích từ album phòng thu thứ ba của cô, I Am... Sasha Fierce (2008). Bài hát được phát hành vào ngày 12 tháng 10, năm 2008 bởi hãng thu âm Columbia với tư cách là đĩa đơn đầu tiên trích từ album bên cạnh "If I Were a Boy", cho thấy sự tương phản giữa tính cách của Knowles và nghệ danh của cô, Sasha Fierce. Lấy cảm hứng từ hôn nhân bí mật với Jay-Z vào tháng 4 năm 2008, bài hát khám phá tính không muốn cam kết của đàn ông, và đề tài đó đã thúc đẩy Knowles sáng tác "Single Ladies", "một sự thông báo công chúng duy nhất [Knowles và Jay-Z] từng làm về cuộc hôn nhân."
Được sáng tác bởi Christopher Stewart, Terius "The-Dream" Nash, Thaddis "Kuk" Harrell và chính Beyoncé, mang thể loại R&B và dance-pop có ảnh hưởng từ dancehall, disco và bounce. Theo lời bài hát, nhân vật (là nữ) đến câu lạc bộ để ăn mừng sau khi chia tay với một người đàn ông tồi, và hắn cũng có mặt tại đó. Bài hát cùng câu nói lặp đi lặp lại, "Nếu anh thích thì cứ việc đeo nhẫn vào đi" ("If you like it then you should have put a ring on it") là dành cho người đàn ông đó. Các nhà phê bình khen ngợi ca khúc vì sự sản xuất nhẹ của "Single Ladies" và nhận thấy ca khúc có điểm tương đồng với đĩa đơn năm 2007 của Beyoncé, "Get Me Bodied". "Single Ladies" đã dành cho Knowles ba giải Grammy ở các hạng mục Ca khúc của năm, Ca khúc R&B xuất sắc nhất và Trình diễn giọng R&B nữ xuất sắc nhất. Ca khúc cũng giành được rất nhiều giải thưởng khác từ năm 2008 đến 2010, và được mệnh danh là ca khúc của năm 2008 bởi các phương tiện truyền thông gồm MTV News, Rolling Stone và Time. Ngoài ra "Single Ladies" cũng có mặt trong danh sách các ca khúc hay nhất thập niên 2000 của nhiều giới phê bình.
"Single Ladies" đạt vị trí quán quân trên bảng xếp hạng Billboard Hot 100 của Mỹ và được cấp chứng nhận bốn lần đĩa bạch kim bởi Hiệp hội Công nghiệp ghi âm Hoa Kỳ (RIAA) với doanh số hơn 5 triệu bản tải kỹ thuật số vào tháng 10 năm 2012. Ca khúc cũng đạt vị trí số một tại Brazil và lọt vào tốp mười bảng xếp hạng của nhiều quốc gia gồm Úc, Canada, Ireland và Liên hiệp Anh. Đến tháng 11 năm 2009, "Single Ladies" đã tiêu thụ hơn 6,1 triệu bản toàn thế giới, trở thành một trong những đĩa đơn bán chạy nhất thế giới.
Đạo diễn bởi Jake Nava, video âm nhạc cho "Single Ladies" được quay với khung cảnh trắng-đen. Video có vũ đạo của J-Setting vốn có ảnh hưởng từ ca khúc "Mexican Breakfast", một vũ đạo thường nhật từ năm 1969 bởi Bob Fosse. Video đã được biến tấu và bắt chước toàn thế giới, và vũ đạo của "Single Ladies" trở thành "điệu nhảy đầu tiên gây nên cơn sốt" trong kỷ nguyên Internet. Điệu nhảy quen thuộc này lần đầu được biến tấu vào ngày 15 tháng 11 năm 2008 trên Saturday Night Live (SNL). Video âm nhạc "Single Ladies" đã giành được vài giải thưởng, trong đó có Giải Video âm nhạc của MTV (MTV VMA) cho Video của năm năm 2009. Beyoncé đã trình diễn trực tiếp ca khúc nhiều lần trên các chương trình, lễ trao giải và trong chuyến lưu diễn I Am... World Tour của cô. Các nghệ sĩ gồm Katy Perry, Alan Pownall, Liza Minnelli và Sara Bareilles đã cover lại "Single Ladies".

## Thực hiện

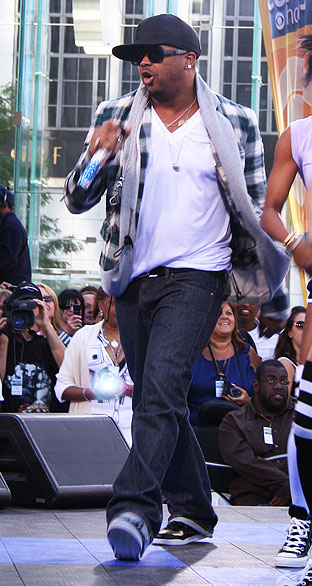
The-Dream (hình) và Christopher Stewart thực hiện việc sản xuất "Single Ladies".

"Single Ladies (Put a Ring on It)" được sáng tác bởi Beyoncé Knowles, Terius Nash, Thaddis Harrell, Christopher Stewart và được sản xuất bởi The-Dream cùng Christopher Stewart. Knowles thu âm bài hát vào tháng 4 năm 2008 tại phòng thu The Boom Boom Boom ở Burbank, California và được phối bởi Jaycen Joshua cùng Dave Pensado, với phần trợ lý từ Randy Urbanski & Andrew Wuepper. The-Dream đã sáng tác "Single Ladies" sau hôn nhân bí mật giữa Beyoncé với Jay-Z vào tháng 4 năm 2008, tức là cùng thời gian khi Knowles đang thu âm bài hát. Stewart đã bình luận "Single Ladies" là "thông báo công chúng duy nhất [Knowles và Jay-Z] từng làm về cuộc hôn nhân." Hôn nhân của Beyoncé và Jay-Z đã truyền cảm hứng cho The-Dream sáng tác một bài hát về một vấn đề có ảnh hưởng tới mối quan hệ của nhiều người: sự sợ hãi hoặc thiếu quyết đoán của đàn ông. Trong một cuộc phỏng vấn với tạp chí Billboard, Beyoncé nói rằng cô ấy đã bị cuốn hút bởi bài hát vì sự phổ biến của vấn đề này, một vấn đề mà "mọi người đều hứng thú về nó và muốn bàn luận về nó và tranh cãi." Knowles cũng khẳng định rằng mặc dù "Single Ladies" là một bản uptempo sôi động nhưng bài hát lại nói về điều mà phụ nữ trải nghiệm hằng ngày.
Trong "Single Ladies", Knowles tự hóa mình thành nghệ danh cô sử dụng lúc đó là Sasha Fierce, mà nghệ danh này có trong phần đĩa thứ hai của album I Am... Sasha Fierce (2008). "Single Ladies" được phát hành đồng thời với "If I Were a Boy" với vai trò là đĩa đơn đầu tiên trích từ album. Với vai trò chủ đạo như thế, họ (những người thực hiện) muốn định nghĩa sự tương phản trong hai con người của Beyoncé. Điều này làm tăng lên chủ đề của album, một đĩa là nhạc ballad nhẹ nhàng và một bản là nhạc uptempo sôi động trong hai đĩa riêng biệt của I Am... Sasha Fierce. "Single Ladies" ra mắt trên đài radio của Mỹ ngày 8 tháng 10 năm 2008 và trên đài mainstream urban cùng ngày tại đài Power 105.1 của New York. Cả hai đĩa đơn, "If I Were a Boy" và "Single Ladies" đều được thêm vào danh sách phát của đài rhythmic đương đại ngày 12 tháng 10 năm 2008; "Single Ladies" còn được gửi tới danh sách phát của đài urban đương đại cùng ngày, trong khi "If I Were a Boy" được phân loại cho đài hit đương đại. Cả hai ca khúc đều được phát hành dưới dạng đĩa đơn đôi mặt A vào ngày 7 tháng 11 năm 2008 tại Úc, New Zealand và Đức. Các bản phối lại nhạc dance của ca khúc được phát hành tại Mỹ ngày 10 tháng 2 năm 2009 và tại châu Âu ngày 16 tháng 2 năm 2009. Ban đầu, "Single Ladies" không có dự định sẽ được phát hành tại Liên hiệp Anh dưới dạng đĩa đơn, nhưng bài hát trở nên nổi tiếng và lọt vào tốp 10 của UK Singles Chart nên điều này đã dẫn đến "Single Ladies" được phát hành dưới dạng tải kỹ thuật số. Ngày 16 tháng 2 năm 2009, bài hát được phát hành dưới dạng đĩa đơn CD và một EP phối lại kỹ thuật số được phát hành trên mạng dưới dạng tải về nhạc số.

## Sáng tác và ý nghĩa ca từ
"Single Ladies (Put a Ring on It)" là một bản nhạc upbeat mang thể loại dance-pop và R&B và chịu ảnh hưởng từ các thể loại dancehall, disco và bounce. Bài hát được viết ở nhịp độ trung bình và có thêm phần vỗ tay staccato dựa trên nền nhạc bounce, tiếng beep của Mã Morse, sự tăng dần của tiếng huýt sáo trên nền nhạc và một nhịp organ mạnh mẽ. Nhạc cụ sử dụng trong "Single Ladies" gồm có một trống bass, một nhạc cụ có phím và bộ tổng hợp vang đều thỉnh thoảng to lên hoặc hạ xuống; một người bình luận, Sarah Liss từ CBC News, cảm thấy rằng sự sắp xếp của các nhạc cụ đến một cách ngạc nhiên rất nhẹ chứ không nặng. Theo tờ nhạc của "Single Ladies" được xuất bản bởi Sony/ATV Music Publishing, ca khúc được viết trên hợp âm E trưởng và có nhịp độ trung bình vừa phải là 96 nhịp/phút. Giọng hát của Beyoncé dao động từ nốt thấp F#3 tới nốt cao D5. Sự sắp xếp hòa âm của "Single Ladies" bắt đầu từ hợp âm E trưởng trong đoạn đầu, và tiếp nối là Bdim–C–Bdim–Am trong phần điệp khúc. J. Freedom du Lac từ tờ báo The Washington Post nhận thấy bài hát kết hợp với "giọng hát nền sôi nổi."
"Single Ladies" về phần nhạc lý có sự tương đồng với đĩa đơn năm 2007 của Beyoncé, "Get Me Bodied"; Andy Kellman từ trang mạng AllMusic gọi "Single Ladies" là "sự trở lại càn quét của bài hát [Get Me Bodied]". Stewart và Harrell khi được phỏng vấn với tạp chí People đã nói rằng giai điệu tương đồng giữa hai bài hát chính là "những gì mà [Knowles] yêu cầu." Ann Powers của tờ báo Los Angeles Times nhận thấy chủ đề khích lệ phụ nữ của bài hát và như là một sự mở rộng của đĩa đơn "Irreplaceable" năm 2006 và Daniel Brockman của tờ báo The Phoenix chú ý sự sử dụng của "đại từ không rõ ràng" như từ "it" ("nó") trong đĩa đơn năm 2005 của Beyoncé "Check On It". Liss bình luận rằng nhịp điệu của "Single Ladies" làm gợi lại điệu nhảy ủng (gumboot dancing) của châu Phi và nhảy dây đôi (Double Dutch) ở sân trường, một bình luận được chia sẻ bởi Douglas Wolk từ tạp chí Time. Trish Crawford từ Toronto Star nói rằng "Single Ladies" là "một bài hát mạnh mẽ để khích lệ phụ nữ" và các nhà phê bình khác cũng để ý sự cuốn hút những người hâm mộ là phụ nữ độc lập của Beyoncé như trong bài hát, Knowles muốn động viên phụ nữ nên từ bỏ những người bạn trai tồi của họ.
Trong "Single Ladies", Beyoncé đã nhấn mạnh nghệ danh mạnh mẽ và gợi cảm Sasha Fierce. Cô ấy thể hiện nhiều thái độ khác nhau trong giọng hát của cô ấy, Nick Levine từ Digital Spy nhận xét. Lặp lại ý kiến của Nick, Liss nói rằng giọng hát của Knowles nghe "vui sướng một cách tự nhiên". Phần ca từ phản ánh tình trạng sau khi chia tay. Kết hợp với các âm thanh thuộc tính robot, những dòng đầu của "Single Ladies" là các âm thanh rời rạc; câu hát của Knowles, "Tất cả những phụ nữ đơn thân" ("All the single ladies") và các giọng hát nền vang lên đều nhau mỗi lần. Trong lời nhạc đầu tiên, Beyoncé thuật lại sự kết thục hiện tại của một mối quan hệ tồi sau khi "cô ấy khóc trong ba năm ròng." Cô đòi lại quyền được làm điệu, được vui vẻ và tìm một người yêu mới mà tốt hơn người hiện tại. Beyoncé ra ngoài và ăn mừng với các bạn của cô trong một câu lạc bộ và cô tìm thấy một người yêu mới, tuy nhiên người cũ cũng có mặt ở đó. Sau đó Beyoncé hát đoạn điệp khúc với phần hợp âm thứ vài đoạn hook, "Nếu anh thích thì cứ việc đeo nhẫn vào đi... Oh, oh, oh" ("If you like it then you should have put a ring on it"... Oh, oh, oh").
Trong phần lời thứ hai, Beyoncé khuyến khích phụ nữ nên đá bạn trai của họ nếu họ không cầu hôn và kể với người cũ của họ là, nếu anh ấy không có nỗ lực để làm những điều thường xuyên hơn nếu anh có cơ hội, thì anh ta sẽ không có lý do nào để phàn nàn là giờ cô ấy lại có một người khác. Trong đoạn nối, Beyoncé khẳng định những gì mà cô muốn ở người bạn trai mới, "như một hoàng tử và ôm ấp cô ấy, đưa cô đến một định mệnh, tới vô cực và xa hơn nữa" khi "Hoàng tử Quyến rũ đang đứng đó như thể là đường dẫn thứ hai tới một câu chuyện lãng mạn." Tới phần kết của phần đoạn đó, Beyoncé thể hiện giọng hát tích cực hơn và sử dụng một quãng giữa 8 khi cô hát "Và như một bóng ma tôi sẽ biến mất" ("And like a ghost I'll be gone"). Khi Beyoncé hát lại đoạn điệp khúc lần thứ ba và lần cuối, giọng của cô ấy ở khắp mọi nơi trong sự dàn dựng của âm nhạc, theo lời bình của Frannie Kelley từ NPR. Một âm thanh điện tử tiếp tục kéo dài cho tới khi bài hát kết thúc.

## Đánh giá chuyên môn

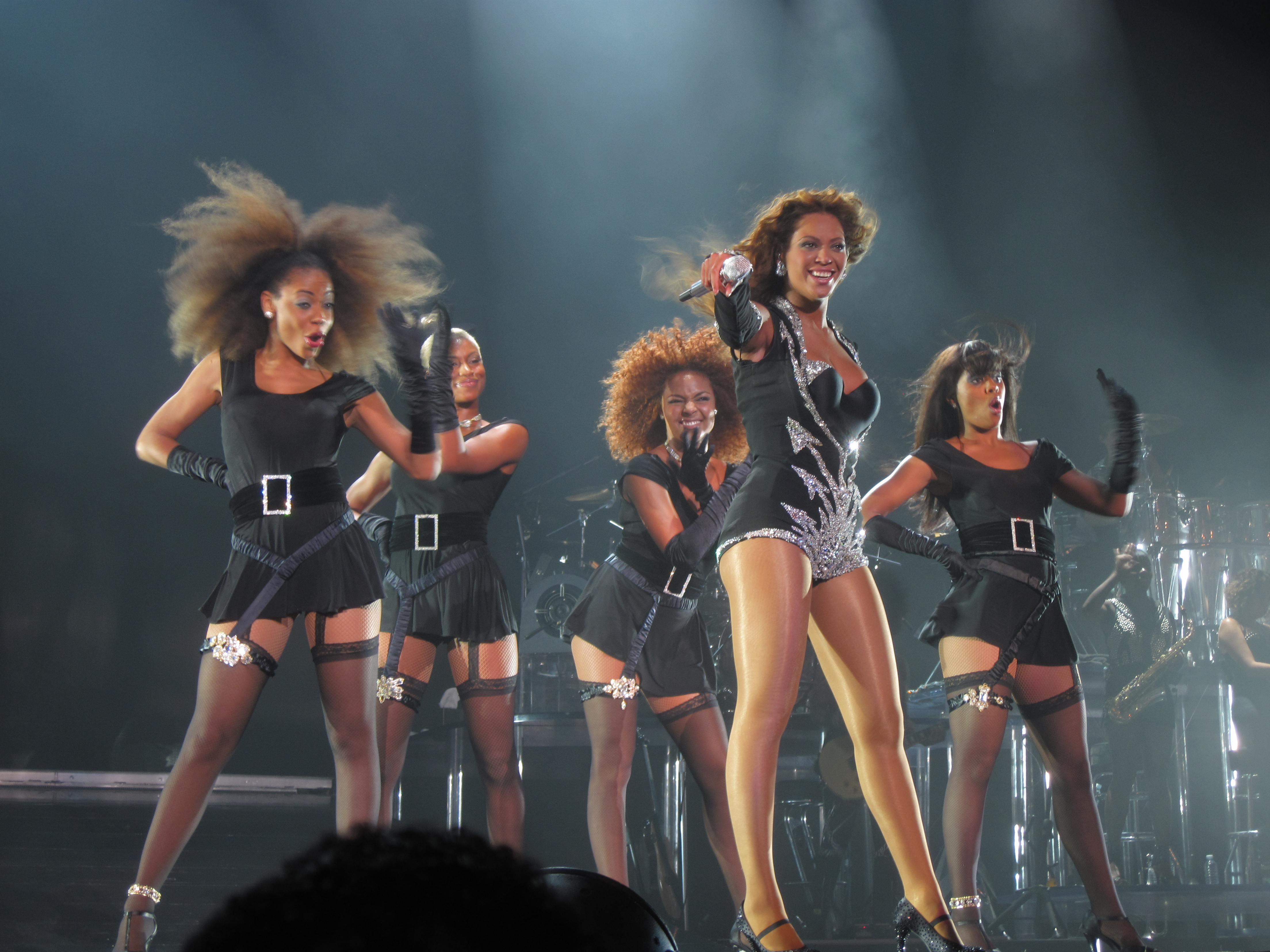
Beyoncé biểu diễn "Single Ladies" trong chuyến lưu diễn I Am... Tour năm 2009.

"Single Ladies (Put a Ring on It)" nhận được các đánh giá tích cực từ phía phê bình nhạc, họ khen ngợi sự sản xuất của ca khúc. Nick Levine từ Digital Spy khen ngợi hầu hết về nhịp điệu bài hát, mà theo anh thì nó "không thể bỏ đi được." Michelangelo Matos từ The A.V. Club viết rằng bài hát "tuyệt vời, với sự sản xuất sôi nổi, đoạn hook hay, và nhịp điệu cho cả tuần." Ann Powers của tờ báo Los Angeles Times cũng ấn tượng với sự sản xuất tổng thể của "Single Ladies", đặc biệt là đoạn điệp khúc, nói rằng "Hơn cả hầu hết các nữ ca sĩ, Beyoncé đã hiểu được về nghệ thuật hiện đại của hát có nhịp điệu, và đây là một ví dụ điển hình." Fraser McAlpine từ BBC Online coi "Single Ladies" là ca khúc hay nhất của Beyoncé kể từ ca khúc "Ring the Alarm" năm 2006 của cô và khen ngợi đoạn điệp khúc, mô tả rằng "thật cuốn hút đến đáng kinh ngạc là nó cung cấp một nền tảng vững chắc một cách ngạc nhiên cho cả bài hát." Alexis Petridis từ The Guardian ca ngợi về không khí có tính đe dọa của "Single Ladies" được tạo nên bởi hòa âm thứ. Daniel Brockman của The Phoenix khen ngợi về việc sử dụng từ "nó" ("it") trong bài hát, và viết rằng kỹ thuật này "tổng hợp lại những tính cách âm nhạc được phân chia ra còn hiệu quả hơn cả hai đĩa [của album] được quảng cáo chia ra thành nhân cách khác nhau."
Darryl Sterdan của Jam! nói rằng bài hát xứng đáng trở thành đĩa đơn, và nói rằng bài hát là "một tông thật sự nghe giống như số của Beyoncé." Sarah Liss của CBC News viết rằng "Single Ladies" thể hiện Knowles ở trạng thái tốt nhất, mô tả bài hát là "một bài hát dance-pop gây nghiện lập tức [và] một bản bounce hạng lông." Sau đó cô ấy cũng bình luận thêm rằng thật dễ chịu khi nghe một giọng hát mà "thay đổi thanh sắc một cách tự nhiên, một giọng với những vết nứt và khe hở thật sự (tuy nhiên rất nhẹ)" và tương phản với "nạn sử dụng auto-tune dường như được sử dụng rất nhiều bởi các đồng nghiệp nhạc pop đương đại khác." Douglas Wolf của tạp chí Time thêm vào rằng "Single Ladies" là một bài hát được hát cùng mà cho phép Beyoncé biểu lộ lòng ham thích và "một phô bày được tập trung, được khen ngợi của một cá nhân và đại diện cho những bàn tay không có nhẫn trên đó." Sarah Frere-Jones của The New Yorkers viết rằng bài hát tổng hợp lộn xộn các cảm xúc và nghe như là "không quả quyết nhưng không bao giờ trở nên buồn chán." Anh kết luận rằng "Single Ladies" nghe có vẻ hân hoan là chính và giọng hát của Knowles rất thuần khiết và yếu ớt. Andy Kellman của AllMusic và Jessica Suarez của Paste để ý rằng bài hát là một trong những điểm nhấn của I Am... Sasha Fierce và nhận thấy những điểm giống với "Get Me Bodied".
Những người đánh giá khen ngợi về nhịp điệu nhạc dance của bài hát. Colin McGuire của PopMatters ca ngợi "Single Ladies" là một trong những bài hát hay nhất của Beyoncé. Spence D. của IGN Music mô tả bài hát như "một tư cách Carribbe và điệu lắc hân hoan mà ngay cả những người ù lì nhảy múa xoay tròn vui vẻ." Joey Guerra của Houston Chronicle viết rằng "Single Ladies" là một ca khúc "khiến lắc mông trong câu lạc bộ" giống như "Check On It". Leah Greenblatt của Entertainment Weekly viết rằng bài hát là một bản "ham vui, bước nhảy lai giữa những nụ hôn trữ tình và điệu nhảy dây sôi động." Mô tả bài hát như một "bước nhảy chiến thắng", Adam Mazmanian của The Washington Times viết rằng "Single Ladies" được viết để làm cho phụ nữ lên sàn nhảy khi Beyoncé hát với "một thách thức, giọng hát độc lập." Mặc dù hầu hết được đánh giá cao, tuy nhiên, một vài nhà phê bình không thấy ấn tượng với "Single Ladies". Mariel Concepcion của tạp chí Billboard gọi bài hát là "giá tiêu chuẩn của một tiếng thét rộn rã." Adam Mattera của The Observer nhận thấy "Single Ladies" và "Diva" như nguồn cảm hứng cho các đàn ông chuyển giới, mặc dù chúng có thể để lại sự nhầm lẫn." Sal Cinquemani từ Slant Magazine chỉ trích mâu thuẫn của phần ca từ, mô tả nó như là "tàn dư" từ B'Day.

## Video âm nhạc

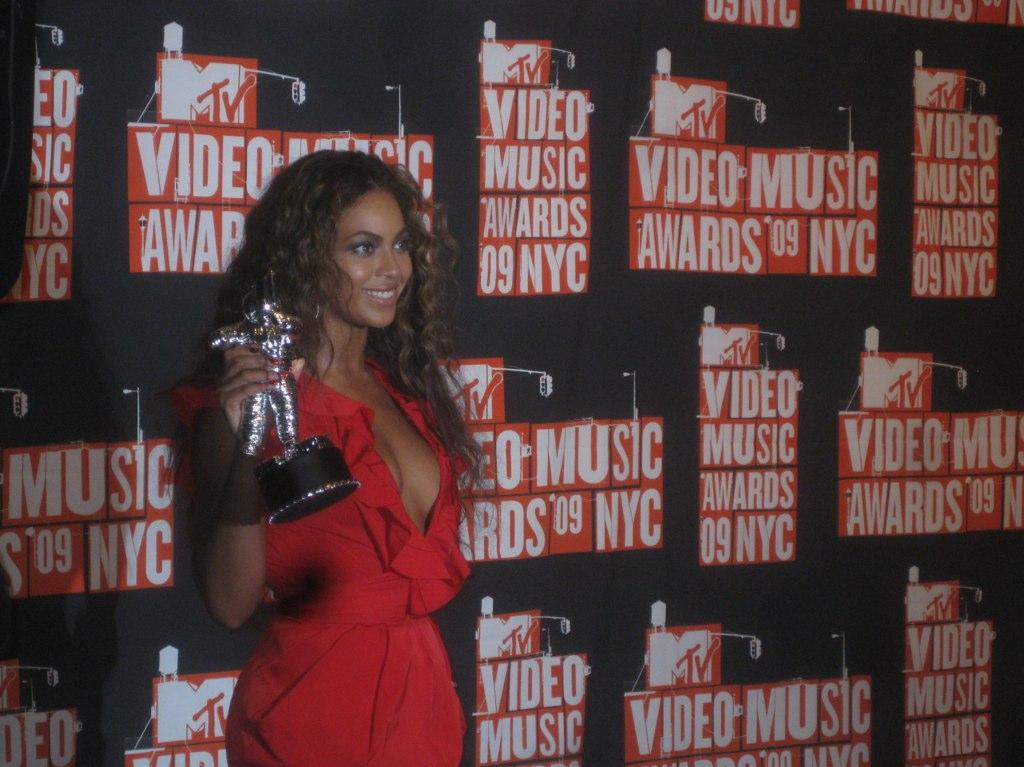
Beyoncé nhận giải MTV VMA cho hạng mục "Video của năm" với "Single Ladies".

### Thực hiện và tổng quan
Video âm nhạc cho ca khúc "Single Ladies" được quay ngay sau video "If I Were a Boy" nhưng video này lại nhận được sự chú ý ít hơn về "kinh phí cao và nhiều hồ sơ hơn" so với "If I Were a Boy". Cả hai video đều được quay trong nền cảnh trắng-đen tại Thành phố New York và đều được đạo diễn bởi Jake Nava. Vũ đạo cho "Single Ladies" được thực hiện bởi Frank Gatson và JaQuel Knight và được kết hợp với vũ đạo của J-Setting. Hai video đều được ra mắt trên Total Request Live của MTV vào ngày 13 tháng 10 năm 2008 để củng cố thêm cho hai cá nhân tương phản của Beyoncé. Hai video được phát hành trước công chúng cùng ngày và sau đó được bao chứa trong album phối lại của Beyoncé, Above and Beyoncé và trong phiên bản đĩa bạch kim cao cấp của I Am... Sasha Fierce. Knowles nói với Simon Vozick-Levinson của Entertainment Weekly rằng cảm hứng cho video là một điệu nhảy năm 1969 của Bob Fosse trong "Mexican Breakfast" trên The Ed Sullivan Show, và người nhảy điệu nhảy đó là vợ ông cùng hai người phụ nữ khác. Beyoncé nói rằng cô muốn làm một video có điệu nhảy như thế nên vũ đạo của "Single Ladies" có cảm hứng từ "Mexican Breakfast" mà theo cô kể lại:
| “ | Tôi đã thấy video đó trên YouTube. [Những vũ công] có một nền cảnh bình thường và nó được quay với máy trục; nó quay 360 độ, và họ có thể nhảy vòng quanh. Và tôi đã nói, 'Thật là thiên tài.' Chúng tôi đã lưu trữ rất nhiều động tạc vũ đạo của Fosse và thêm vào đó một chút của J-Setting. [...] Vì vậy thật là một sự phối hợp kỳ lạ... Nó như thể hầu hết các vũ đạo của nhạc urban, kết hợp với vũ đạo của Fosse-vừa hiện đại vừa cổ điển | ” |

Trong video "Single Ladies", Beyoncé thể hiện một con người cuốn hút và gợi cảm hơn với nghệ danh "Sasha Fierce". Nó thể hiện Knowles cùng hai vũ công khác (Knowles đứng ở giữa hai vũ công) mặc áo bó sát ngắn với giày cao gót. Trong suốt video, cả ba nhảy múa theo vũ đạo đã sắp đặt, lắc hông, đá chân trên nền đen-trắng.

### Giải thưởng
Mặc dù video của "Single Ladies" là video ít tốn kinh phí nhất và thực hiện nhanh nhất của Beyoncé, nó lại được các nhà phê bình đánh giá rất tích cực. Điệu nhảy của "Single Ladies" trở thành một cơn sốt mạng và là "điệu nhảy đầu tiên gây nên cơn sốt trong kỷ nguyên Internet." Video đã giúp Beyoncé có thêm vài giải thưởng, bao gồm ba Giải MTV VMAs ở các hạng mục "Video của năm", "Vũ đạo xuất sắc nhất" và "Chỉnh sửa xuất sắc nhất" năm 2009. "Single Ladies" còn chiến thắng một Giải MTV EMA ở hạng mục "Video xuất sắc nhất". Video được các độc giả của tạp chí Billboard bầu chọn là video vĩ đại thứ năm trong thập niên 2000 và các tạp chí khác cũng bầu chọn video là một trong những video vĩ đại nhất thập niên.

#### Sự cố Kanye West
Video âm nhạc của "Single Ladies" được đề cử chín hạng mục ở MTV VMA năm 2009 và đã thắng ba hạng mục "Video của năm", "Vũ đạo xuất sắc nhất" và "Chỉnh sửa xuất sắc nhất". Trong số chín hạng mục thì có một hạng mục là "Video nữ xuất sắc nhất" đã bị video "You Belong with Me" của Taylor Swift giành giải. Tuy nhiên, khi Taylor đang phát biểu khi lên nhận giải thì bị Kanye West "cướp" micro và nói "Này, Taylor! Tôi rất vui cho cô và tôi sẽ để cô nói xong, nhưng Beyoncé mới là người xứng đáng có video vĩ đại nhất!" để ám chỉ tới "Single Ladies" của Knowles. Ngay lập tức cả khán đài đều bắt đầu la ó, Taylor bị một phen ngỡ ngàng và tất cả các máy quay đều chĩa vào Beyoncé khi cô đang rất sốc. Quá giận dữ, West lỡ đưa ngón tay giữa về phía khán đài (ám chỉ câu "F*ck You!"). Sau đó, khi Knowles lên nhận giải "Video của năm", Beyoncé đã bày tỏ niềm vui "Thật là một thời khắc tuyệt vời" và sau đó, cô đã mời Taylor Swift lên tiếp tục phần phát biểu của mình đã bị Kanye West cướp mất. Hành động của Beyoncé đã được ca ngợi rất nhiều, còn hành động của Kanye West thì bị chỉ trích nặng đến nỗi ngay cả tổng thống Barack Obama gọi anh là "thằng ngốc" ("jackass").

## Biểu diễn trực tiếp

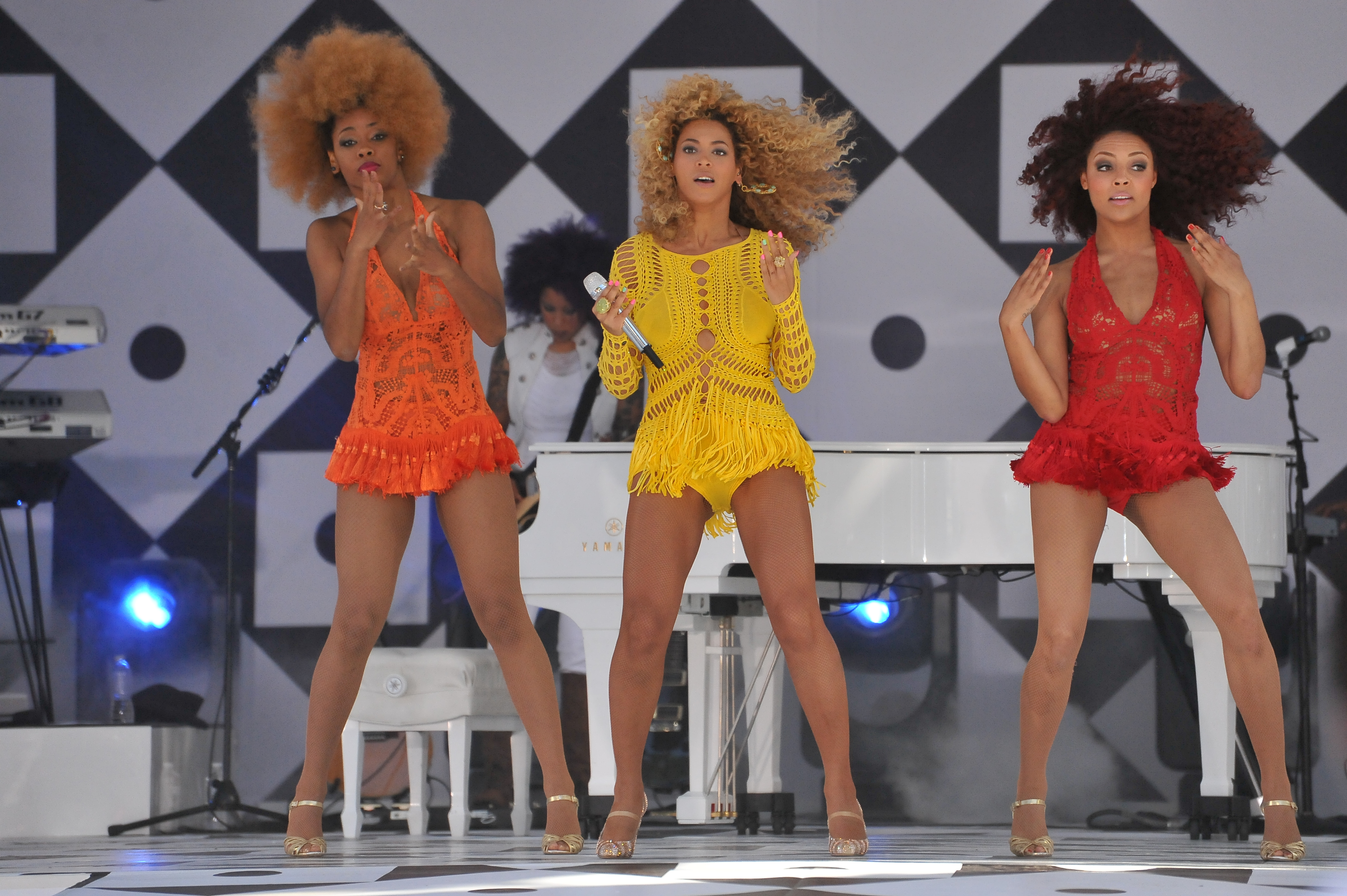
Beyoncé biểu diễn "Single Ladies" năm 2011 trên Good Morning America.

Beyoncé biểu diễn "Single Ladies" lần đầu tiên trong một buổi hòa nhạc tổ chức bởi đài Power 105.1 tại New York ngày 29 tháng 10 năm 2008. Sau đó, Beyoncé tiếp tục biểu diễn bài hát trên các chương trình truyền hình, giải thưởng và tại các buổi hòa nhạc. Tại Giải Âm nhạc thế giới 2008 tổ chức tại Monaco, cô biểu diễn ca khúc với găng tay thuộc tính robot và cô đã chỉ vào găng tay khi hát phần điệp khúc. Sau đó, Knowles biểu diễn lại "Single Ladies" trên chương trình Saturday Night Live (SNL) ngày 15 tháng 11 năm 2008. Trong tối đó, Beyoncé cũng được mời trong phiên bản nhại lại của video âm nhạc với Justin Timberlake, Bobby Moynihan và Adam Samberg giả gái. Ngày 16 tháng 11 năm 2008, Beyoncé đã biểu diễn phần kết hợp của ba bài hát "Crazy in Love", "If I Were a Boy" và "Single Ladies". "Single Ladies" cũng đã được Beyoncé biểu diễn vào ngày 18 tháng 11 năm 2008 trên 106 & Park, ngày 23 tháng 11 tại Giải Âm nhạc Mỹ 2008, ngày 25 tháng 11 năm 2008 trên The Ellen DeGeneres Show và ngày 26 tháng 11 ở Rockefeller Plaza cho chương trình Today của đài NBC. Năm 2009, "Single Ladies" được Beyoncé biểu diễn trong chuyến lưu diễn hòa nhạc I Am... Tour và được bao gồm trong I Am... Yours. Vào 1 tháng 7 năm 2011, Beyoncé tiếp tục trình diễn "Single Ladies" trên chương trình Good Morning America. Vào tháng 8 năm 2011, Beyoncé đã trình diễn lại bài hát ở Vũ trường Roseland tại Thành phố New York trước 3.500 người. Vào ngày 3 tháng 2 năm 2013, tại hiệp giữa Super Bowl lần thứ XLVII, Beyoncé đã trình diễn lại "Single Ladies" cùng với hai thành viên cùng nhóm nhạc cũ Destiny's Child.

## Danh sách ca khúc và định dạng
| - Bản CD và tải nhạc số tại Úc, Đức và New Zealand 1. "If I Were a Boy" – 4:08 2. "Single Ladies (Put a Ring on It)" – 3:13 - Các bản phối nhạc dance tại Mỹ 1. "Single Ladies (Put a Ring on It)" (bản phối lại câu lạc bộ của Dave Audé) – 8:20 2. "Single Ladies (Put a Ring on It)" (bản phối lại câu lạc bộ của Karmatronic) – 5:54 3. "Single Ladies (Put a Ring on It)" (bản phối lại câu lạc bộ của RedTop) – 6:52 4. "Single Ladies (Put a Ring on It)" (bản phối lại câu lạc bộ của DJ Escape & Tony Coluccio) – 6:54 5. "Single Ladies (Put a Ring on It)" (bản phối lại câu lạc bộ của Lost Daze Dating Service) – 6:47 6. "Single Ladies (Put a Ring on It)" (bản phối lại câu lạc bộ của Craig C's Master Blaster) – 8:19 | - Bản CD tại Liên hiệp Anh 1. "Single Ladies (Put a Ring on It)" – 3:13 2. "Single Ladies (Put a Ring on It)" (phiên bản phối lại chỉnh sửa trên đài của RedTop) – 3:33 - Bản tải nhạc số phối lại tại Liên hiệp Anh và châu Âu 1. "Single Ladies (Put a Ring on It)" (Redtop Remix – bản phối lại nhạc dance) – 3:33 2. "Single Ladies (Put a Ring on It)" (bản phối lại của My Digital Enemy) – 6:38 3. "Single Ladies (Put a Ring on It)" (bản phối lại của Olli Collins & Fred Portelli) – 7:40 4. "Single Ladies (Put a Ring on It)" (bản phối lại phiên bản câu lạc bộ của Dave Audé) – 8:20 5. "Single Ladies (Put a Ring on It)" (bản phối lại của The Japanese Popstars) – 7:46 6. "Single Ladies (Put a Ring on It)" – 3:13 |

## Xếp hạng và tiêu thụ
| Bảng xếp hạng (2008–10)          | Vị trí cao nhất |
| -------------------------------- | --------------- |
| Australian Singles Chart         | 5               |
| Australian Urban Singles Chart   | 2               |
| Belgian Singles Chart (Flanders) | 11              |
| Belgian Singles Chart (Wallonia) | 34              |
| Brasil Billboard Hot 100         | 1               |
| Bulgarian Airplay Chart          | 5               |
| Canadian Hot 100                 | 2               |
| Czech Airplay Chart              | 13              |
| Danish Singles Chart             | 21              |
| Dutch Top 40                     | 8               |
| European Hot 100 Singles         | 20              |
| French Singles Chart             | 68              |
| Hungarian Airplay Chart          | 14              |
| Irish Singles Chart              | 4               |
| Israeli Singles Chart            | 2               |
| Italian Singles Chart            | 10              |
| Japan Hot 100                    | 25              |
| New Zealand Singles Chart        | 2               |
| Norwegian Singles Chart          | 19              |
| Slovak Airplay Chart             | 20              |
| South Korean Gaon Singles Chart  | 75              |
| Spanish Singles Chart            | 10              |
| Swedish Singles Chart            | 40              |
| Swiss Singles Chart              | 40              |
| UK Singles Chart                 | 7               |
| UK R&B Chart                     | 1               |
| US Billboard Hot 100             | 1               |
| US Hot R&B/Hip-Hop Songs         | 1               |
| US Hot Dance Club Play           | 1               |
| US Pop 100                       | 2               |
| US Pop Songs                     | 1               |
| US Rhythmic Top 40               | 2               |

| Bảng xếp hạng (2008)                      | Vị trí |
| ----------------------------------------- | ------ |
| Australian Singles Chart                  | 74     |
| Australian Urban Singles Chart            | 22     |
| US Hot R&B/Hip Hop Songs                  | 75     |
| Bảng xếp hạng (2009)                      | Vị trí |
| Australian Singles Chart                  | 14     |
| Australian Urban Singles Chart            | 6      |
| Belgian Singles Chart (Flanders)          | 59     |
| Canadian Hot 100                          | 19     |
| Dutch Top 40                              | 43     |
| Hungarian Airplay Chart                   | 73     |
| Irish Singles Chart                       | 17     |
| New Zealand Singles Chart                 | 31     |
| Spanish Singles Chart                     | 38     |
| Swedish Singles Chart                     | 95     |
| US Billboard Hot 100                      | 8      |
| US Hot 100 Airplay                        | 11     |
| US Hot Digital Songs                      | 6      |
| US Hot Dance Club Play Songs              | 30     |
| US Hot R&B/Hip Hop Songs                  | 6      |
| US Pop Songs                              | 19     |
| US Rhythmic Songs                         | 22     |
| US Hot Ringtones                          | 31     |
| Thế giới (IFPI Top Selling Digital Songs) | 7      |
| Bảng xếp hạng (2010)                      | Vị trí |
| Australian Urban Singles Chart            | 29     |
| South Korea Gaon International Chart      | 21     |

| Bảng xếp hạng (2000–09)  | Vị trí |
| ------------------------ | ------ |
| Australian Singles Chart | 39     |
| US Billboard Hot 100     | 99     |
| US Hot R&B/Hip Hop Songs | 16     |

| Bảng xếp hạng            | Vị trí |
| ------------------------ | ------ |
| UK Digital Singles Chart | 47     |

### Tiêu thụ
| Quốc gia      | Nhà cung cấp | Chứng nhận        |
| ------------- | ------------ | ----------------- |
| Úc            | ARIA         | 3× Bạch kim       |
| Canada        | CRIA         | 2× Bạch kim       |
| Canada        | CRIA         | Bạch kim (chuông) |
| Canada        | CRIA         | Bạch kim (MV)     |
| Mexico        | AMPROFON     | Vàng              |
| New Zealand   | RIANZ        | Bạch kim          |
| Tây Ban Nha   | PROMUSICAE   | Bạch kim          |
| Liên hiệp Anh | BPI          | Vàng              |
| Mỹ            | RIAA         | 4× Bạch kim       |
| Mỹ            | RIAA         | Bạch kim (chuông) |

### Thành công trên các bảng xếp hạng
"Just Dance" của Lady Gaga hợp tác với Colby O'Donis}}